# Schlager der Woche (RIAS)
Schlager der Woche war eine wöchentliche Hörfunksendung des RIAS Berlin, die von 1947 bis 1985 produziert und gesendet wurde. Insgesamt entstanden 1916 Sendungen. In die Rundfunkgeschichte ging diese Sendung als erste deutschsprachige Hitparade ein.

## Geschichte und Moderatoren

### Anfänge mit Wolfgang Behrendt (1946–1954)
Nach Aussage von Wolfgang Behrendt, dem Sprecher der ersten Stunde, stammte die Idee zur Sendereihe von Ernst Verch. Ab Sonntag, dem 24. März 1946 wurde die Sendung im DIAS (Drahtfunk im amerikanischen Sektor) für vier Wochen zur Probe ausgestrahlt, dann aber bis auf Weiteres auf Eis gelegt. Mit der Umbenennung des Senders in ‚RIAS‘ am 4. September 1946 liefen verschiedene Musiksendungen zur Probe, man wollte sich aber verstärkt der Tanzmusik zuwenden. In den Monaten März und April 1947 liefen lediglich drei Ausgaben. Erst am 3. Mai 1947 nahm man sich erneut der Sendung an, bis zum 5. Juli am Samstag, dann Verlegung auf den Freitagabend. Darin die Rubrik Intermezzo – Die Randbemerkung: Curth Flatow plaudert. Diese Form lief bis zum 2. Januar 1948 nahezu jeden Freitag von 21:30 bis 22 Uhr. Ab 16. Juli 1948 verschwand der Name Schlager der Woche erneut, stattdessen wurden ab Mitte August zwei neue Sendungen aus der Taufe gehoben: Wünsch Dir was – Musikalischer Streifzug durch die Hörerwünsche am Montag zwischen 20 und 21 Uhr sowie am Freitag zwischen 22 und 22:45 Uhr Erinnern Sie sich – Beliebte Schlager. Beide Sendungen wurden unregelmäßig bis Ostern 1949 ausgestrahlt. Am Freitag, dem 18. März 1949 wurde die Sendung erneut ins Programm genommen, 21:50–22:15 Uhr. Ab 7. Oktober 1949 erfolgte eine Verlängerung auf 40 Minuten, nun zwischen 21:05 und 21:45 Uhr.
Am 19. Oktober 1950 fand eine Verlegung auf Donnerstagabend zur gleichen Zeit statt. Wegen der enormen Zustimmung seitens der Hörer wurde ab 15. April 1951 die Sendezeit auf knapp eine Stunde verlängert, 20:01–21 Uhr, oft auch 20:06–21:00 Uhr. In den ersten Jahren wurden viele Sendungen bei öffentlichen Veranstaltungen produziert, hauptsächlich im Titania-Palast in Steglitz, im Mercedes-Palast in Wedding und im Metro-Palast in Neukölln. Hier wurden am 16. Februar 1952 „Fünf Jahre Schlager der Woche“ gefeiert, die genauen Daten galten schon damals als verschollen. Von April bis Juli 1952 wurde die Sendung für neun Wochen von Jürgen Graf moderiert, für eine Sendung saß Ricarda Riebensahm am Mikrofon. Mit der Einführung von RIAS 2 am 1. November 1953 gab es wieder eine veränderte Sendezeit: montags zwischen 19:31 und 20:30 Uhr. Zum ersten Mal gab es am Freitag, dem 6. November 1953 auf RIAS 2 eine Wiederholung zur selben Sendezeit. In den ersten Jahren wurden häufig Mitschnitte des Senders AFN präsentiert, da es kaum möglich war, amerikanische Schellackplatten zu bekommen. Der ursprüngliche Untertitel der Sendung lautete in wöchentlichem Wechsel Beliebte amerikanische Melodien, die unsere Hörer sich wünschten und Beliebte deutsche Melodien, die unsere Hörer sich wünschten. Etwa alle vier Wochen wurde eine gemischte Sendung ausgestrahlt. Vom 4. Januar 1954 bis zum 7. März 1955 gab es zudem alle vier Wochen eine Briefkastensendung, hierbei wurden von Wolfgang Behrendt, dann Fred Ignor (1920–1999) und Ernst Verch Hörerbriefe kommentiert und beantwortet.
Im Laufe der Jahre wurde das Wort „amerikanische“ weggelassen, da die deutsche Plattenindustrie zunehmend inländische Produktionen lieferte. Bis 1956 wurden in jeder zweiten Ausgabe ausschließlich deutsche Schlager gespielt. Seine letzte Sendung lief am 8. Juni 1954. Wolfgang Behrendt wurde der spätere Chefnachrichtensprecher des ZDF.

### Mit Fred Ignor und Charlie Hickman (1954–1968)
Am 14. Juni 1954 trat Behrendts Nachfolger Fred Ignor seinen Dienst an. Vertretungsweise saßen in diesen Jahren auch Gerd Vespermann, Klaus Jaecks, Camillo Felgen (beide 1960) sowie als Urlaubsvertretung in den Jahren 1963, 1966 und 1967 Karin Jurow am RIAS-Mikrofon.
Mit der Folge vom 27. Dezember 1956 Absetzung der Sendereihe, um Raum für neue Ideen zu schaffen. Am 7. Januar 1957 wurde erstmals die Sendung Schlager-Auslese – Das Beste von Woche zu Woche ausgestrahlt, Sprecher war Peter Hirche, am 14. Januar 1957 Günter Neumann sowie am 21. Januar 1957 Jürgen Graf. Diese Sendung sollte dreimal im Monat laufen. Am 28. Januar 1957 präsentierte Felix Knemöller die Sendung Für die Freunde des Jazz. Abgerundet werden sollte der Schlagermonat mit der Sendung Ihr Schlager des Monats, moderiert von Fred Ignor. Die einzige Folge lief am Sonnabend, dem 26. Januar und wurde am Dienstag, dem 29. Januar 1957 wiederholt.
Durch tausende von Beschwerdebriefen seitens der Hörer, sowie einer Flut von wütenden Anrufen im Sender, über die auch mehrere Berliner Tageszeitungen berichteten, entschloss sich die Redaktion „Tanzmusik“, die Schlager der Woche zurück ins Programm zu nehmen. Am 4. Februar 1957 begrüßte Fred Ignor wieder seine alten Hörer und überraschte sie mit einer neuen Thema-Musik, die bis zum 30. September 1968 zu hören war. Am 26. Februar 1957 wurde eine neue Sendung ins Programm gehoben, die weit über zehn Jahre bestehen sollte: Wie gefällt's Ihnen? – Neue Melodien, Neue Rhythmen mit Jürgen Graf. Aus dieser Sendung konnten auch Titel in die Schlager der Woche gewählt werden. Ab dem 20. Mai 1957 wurde der Untertitel Beliebte Melodien, die unsere Hörer sich wünschten zum Sendungsnamen hinzugefügt. Die Folge vom 17. Februar 1958 war wohl die sportlichste – hier kämpften Schlager der Box gegen Music-Woche, ein musikalischer Schlagabtausch zwischen Fred Ignor und Felix Knemöller, der am 22. Februar 1957 die langjährige Sendereihe RIAS-Musicbox gestartet hatte.
Fred Ignor prägte die Sendung mit nahezu ritualisierten An- und Absagen wie „… vor der Nummer 3 wie immer – liebe Grüße von Ost nach West und von West nach Ost“ – diesen Satz prägte Ignor in seiner ersten Sendung nach dem Mauerbau am 21. August 1961 – und einer Verabschiedung, die sich fast 15 Jahre nicht ändern sollte: „Tschüs, liebe Schlagerfreunde, tschüs bis zum nächsten Mal, und bis dahin – alles Gute“.
Am 8. Januar 1968 übergab Fred Ignor die Schlager der Woche an einen amerikanischen Kollegen, der vorher für den AFN, WDR und die ARD gearbeitet hatte, den 1980 verstorbenen Schauspieler und Sänger Charlie Hickman. Dieser überraschte nicht nur mit seinem amerikanischen Akzent, sondern auch durch seine fachliche Kompetenz in Sachen Musik und Bekanntschaften mit vielen Stars und Sternchen. Hickman verabschiedete sich stets mit dem Satz „Keep swinging everybody – bye bye“. Negative Stimmen seitens der Rundfunkhörer bewirkten allerdings die Abgabe der Moderation am 30. September 1968 an Knud Kuntze („Lord Knud“).

### Lord Knud und das Ende der Sendung (1968–1985)
Lord Knud, der seit dem 28. Januar 1968 die RIAS-Schlagerkassette moderierte, war Ex-Bassist der Pop-Gruppe The Lords. Am 7. Oktober 1968 moderierte er mit der Folge 1029 zum ersten Mal die Schlager der Woche und verabschiedete sich mit seinem berühmten „Oki Doki“. An diesem Tag erhielt die Sendung ihren neuen Opener (Théme Favori, komponiert von Uli Roever), den sie bis 1985 behalten sollte, im Mai 1975 wurde dieser von Horst Jankowski in Stereo neu produziert. Als Urlaubsvertretungen hörte man Gregor Rottschalk, Nero Brandenburg, Dennis King, Christian Graf, Burghard Rausch und Wolfgang Hälbig.
Der Spruch „Ich habe nichts gegen Frauenbewegungen – Hauptsache, sie sind rhythmisch“ wurde angeblich vom damaligen Bundespräsidenten Richard von Weizsäcker gehört, der sich beim Sender beschwert habe. Damit hätte der RIAS einen Grund gehabt, dem schon lange unliebsamen Mitarbeiter Lord Knud fristlos zu kündigen. In Wahrheit fiel diese und andere Sendungen jedoch der großen Programmreform vom 30. September 1985 zum Opfer. Lord Knud moderierte fortan freitags die neue Sendung Popcorn auf RIAS 2 und war bis April 1987 beim RIAS als Moderator beschäftigt. Sein ausgeprägter Haschischkonsum und seine immer abgedrehtere Art machten ihn schließlich für den Sender untragbar.
Die letzte Nummer 1 der Schlager der Woche am 27. September 1985 kam von Sandra mit dem Titel (I’ll Never Be) Maria Magdalena.
Lord Knud verstarb am 14. Juni 2020 im Alter von 76 Jahren in seinem Haus in Berlin-Dahlem. Ein Sendungsmitschnitt der verloren geglaubten letzten Ausgabe der Schlager der Woche wurde im Dezember 2020 in seinem Nachlass gefunden und für die Rundfunkarchive digitalisiert.

## Sendezeiten und Beginn der Stereosendungen
- Ab Ausgabe Nummer 1 am 24. März 1946 bis 1948: sonntags von 21:15 bis 22 Uhr
- 1949 bis 1950: Freitags von 21:05 bis 21:45 Uhr, dann meist donnerstags von 20:01 bis 20:45 Uhr
- Bis zum 16. Mai 1952: freitags von 20:06 bis 21 Uhr
- Ab dem 23. Mai 1952: montags von 20:01 bis 21 Uhr
- Inbetriebnahme von RIAS 2 im Jahr 1953. Am 6. November 1953 lief die erste Wiederholungssendung am Freitag von 19:31 bis 20:30 Uhr, montags nun gleiche Sendezeit.
- Ab 1960 Montags von 19:31 bis 20:30 Uhr, Wiederholung am Freitag von 20:01 bis 21 Uhr; für mehrere Monate auf den Mittwoch vorverlegt.
- Ab 1962 unregelmäßige zweite Wiederholung in der Nacht von Mittwoch auf Donnerstag von 0:15 bis 1 Uhr
- Ab dem 16. Mai 1966 am Montag von 18:30 bis 19:30 Uhr, freitags unverändert.
- Ab dem 10. April 1967 regulär live am Montag, 20 Uhr auf RIAS 1, Wiederholung am Freitag, 20 Uhr (Ende 1969 bis Herbst 1972 um 20:30 Uhr) auf RIAS 2 und die Wiederholung der Vorwoche am Mittwoch um 23:35 Uhr auf RIAS 1. Die Sendung bestand zu jener Zeit aus drei bis vier Neuvorstellungen, den deutschen Top 7 und zum Schluss den internationalen Top 7.
- Probehalber teilte man ab dem 10. April 1972 die Sendung in zwei Ausgaben, jeweils live am Montag die internationalen Top 12 auf RIAS 1 von 20 bis 21 Uhr und freitags die deutschen Top 12 von 20:30 bis 21:30 Uhr auf RIAS 2. Am 10. April 1972 wurde auch das Schlagerrätsel eingeführt, das jeweils vor der Nummer 1 lief. Die erste Frage lautete „Es gibt drei Versionen von How do you do – welche wurde in Schlager der Woche gespielt?“ (Antwort: Mouth & MacNeal) Ab 20. November 1972 wurde die Sendung um 30 Minuten verlängert und war nun montags live von 20 bis 21:30 Uhr auf RIAS 1 zu hören, mit neun bis elf Neuvorstellungen und den Top 13.
- Am 14. Mai 1975 wurde RIAS 2 erstmals in Stereo ausgestrahlt und so wurde die Liveausgabe von Schlager der Woche auf den Freitag verlegt. Die erste Stereosendung hörte man am 16. Mai 1975 mit der 1374. Ausgabe. Die Wiederholung am Montag auf RIAS 1 lief weiter in Mono, ebenso die Wiederholung der Hitparade der Vorwoche am Mittwoch von 23:35 bis 0:30 Uhr auf RIAS 1.
- Am 22. Februar 1978 wurde die Mittwochswiederholung aus dem Programm genommen, stattdessen wurde die Wiederholung der RIAS-Schlagerkassette gesendet.
- Am 9. Dezember 1978 schaltete dann auch RIAS 1 auf Stereo.
- Ab 26. April 1982 wieder Montag live, Freitag Wiederholung
- Ab Januar 1984 wurde die Freitags- sowie die Montagsausgabe live ausgestrahlt.